# Чолаце
Чолаце (на непалски: चोलात्से) е връх в Хималаите, разположен в областта Кхумбу в Непал.
Надморската му височина е 6440 метра, като се издига на 750 метра над окръжаващия го планински масив. Дълъг хребет го свързва със съседния връх Табоче (6501 m), а на източния му склон е разположен ледника Чола. Първото документирано изкачване на върха е на 22 април 1982 година от група американски алпинисти.